# Venjança sota zero
Venjança sota zero (títol original en anglès, Cold Pursuit) és una pel·lícula dels Estats Units del 2019 dirigida per Hans Petter Moland amb un guió de Frank Baldwin. La pel·lícula és un remake lliure de Kraftidioten, també dirigida per Moland. És protagonitzada per Liam Neeson, Laura Dern, Emmy Rossum i Tom Bateman. S'ha subtitulat al català.

## Sinopsi
En Nelson Coxman, un conductor d'una llevaneu a Kehoe, una tranquil·la estació d'esquí de Colorado, veu com canvia la seva existència quan mor el seu fill Kyle per una sobredosi d'heroïna. Descobreix que han assassinat en Kyle per ordre d'un poderós càrter dirigit per un tal «Viking». Armat amb una ràbia implacable i una artilleria pesant, en Coxman pretén desmantellar el clan bo i assassinant un per un els companys d'en Viking. La seva recerca de justícia es transforma ràpidament en una venjança sense pietat.